# 松浦宮物語

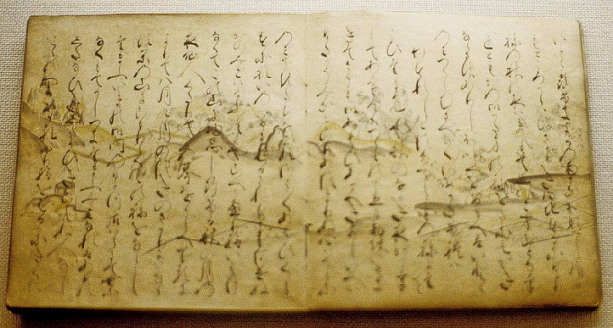
最古の写本

『松浦宮物語』（まつらのみやものがたり）は、鎌倉時代初期に成立した物語、小説。成立時期は、『無名草子』が「むげに此頃出で来るもの」として鎌倉時代の物語を評して本作品に及ぶことなどから、12世紀後半であろう。肥前国松浦地方が舞台であり、鏡山の頂に神功皇后が鏡を納めた伝説・その鏡山にある鏡神社（松浦宮＝松浦廟宮）と、無名草子に「ひとへに “万葉集” の風情にて」とあることから憶良も詠んだ松浦佐用姫などを基にしているものと思われる。

## 作者
『無名草子』には「また、定家少将の作りたるとてあまた侍るめるは、ましてただ気色ばかりにて、むげにまことなきものどもに侍るなるべし。『松浦の宮』とかやこそ、ひとへに『万葉集』の風情にて、『うつほ』など見る心地して、愚かなる心も及ばぬさまに侍るめれ。」という記述がある。『新編日本古典文学全集40』解説では、藤原定家の和歌との類似性、漢学的教養等の点からも作者が定家である可能性が高いと指摘されている。

## あらすじ
藤原の宮の時、正三位大納言兼中衛大将橘冬明と明日香皇女との間に生まれた氏忠は、容貌才覚共にすぐれ、16歳で、式部少輔右少弁中務少将を兼任、従五位上にあった。彼は勉強一筋、色めいた噂もなかったが、心中密かに幼なじみである后腹の姫君・神南備皇女を恋い慕っていた。ある年の菊の宴の夜、彼女に思いを告白するが拒絶され、手を取ることしかできない。しかし再会を願ううちに皇女は入内、彼は遣唐副使に任命され、渡唐することになった。出国の時、彼女は彼に別れの歌を送り、母の明日香皇女は松浦の山に宮を造り、息子の帰国まで唐の空を眺め暮らすことになった。
唐に着いた彼は、唐の帝の寵愛を得たが、ホームシックは癒されなかった。或る名月の夜、秋草の中をさまよううちに、80歳ほどの老人の奏でる琴の名演奏が高楼に響くのが聞こえた。彼は老人に琴を教わり、帝の妹である華陽公主が「商山」で琴を演奏するので、それを習えと言われた。山で公主から琴の秘曲を授かった氏忠だが、20歳ばかりの華陽公主の美しさに心は乱れる。二人の恋は彼女の破滅を意味するが、10月3日、禁中での再会を約束して別れた。折しも、帝は病臥し、弁を呼び、私の死後国は乱れる、おまえは太子に従ってくれ、と遺言を残す。さて約束の日、彼は五鳳楼の下でにおやかな彼女と契りを結んだ。彼女の形見は水晶の玉、日本に帰っても私を忘れないなら初瀬寺に玉を持って三七日の法を行え、再会できる、と予言し、琴を天外に飛び去らせ、自分も露のように死んだ。やがて帝も死に、予言は的中、国は乱れ、先帝の弟の燕王がその将軍・宇文会に唆され、太子の幼弱を良いことに謀反した。彼は今は無き帝との約束通り、新帝である太子とその母である鄧太后を守り逃げ、蜀山に向かった。しかし道は遠く、燕王に攻め寄せられた。しかし、太后の戦略に従い、神の助けを得て9人の分身とともに宇文会を討ち取ることに成功。おりよく尉遲憲徳の率いる援軍三十万と合流し、都で燕王を破って乱を平定した。才色兼備の太后が善政を敷き、世が平和を取り戻すとともに、氏忠は太后への恋心が湧き上がる。ある春の夜、梅の香り漂う里で簫を吹く不思議な女性と出会い、夢のような逢瀬を重ねる。身元不明、神出鬼没の彼女は太后に似ていた。帰国の日も近づいた或る夜、氏忠は太后から、あの女性の正体は自分であり、宇文会は阿修羅、私は第二天の天衆、あなたは天童、二人は阿修羅を懲戒するために天から下された。人世に生まれたばかりに恋心が起こったと秘密を明かし、形見に鏡を渡した。
氏忠は日本に帰国、母との再会を果たし、参議右大弁中衛中将になった。初瀬におもむき、三七日の法を行うと、果たして山に琴の音が聞こえ、華陽公主と再会した。二人は結婚し、公主は妊娠。琴を合わせていると、神南備皇女も妬むほどであった。初瀬で太后から贈られた鏡を見ると、はるかな唐国と彼女の姿が映り、香りが氏忠に染み付く。気づいた華陽公主は嫉妬し涙を流す。太后と公主、二人の女性の間で思い乱れる氏忠なのだった。

## 評価
もしこれが定家の真作であるならば、彼の20代後半の若書きであり、3巻のその構成は緊密でなく、前後の連携も良いとは言えない。すなわち、前半で少将の両親の心情を細やかに描きながら、後半では忘れられ、主人公以外の使節の描写も足りない。また、唐国内の戦乱描写も異常なまでに詳細である。一説には、現存本は後人の加筆もあるという。
また、『うつほ物語』や『浜松中納言物語』との肖似性も指摘されている。9人の分身の出現など、典拠不明のモチーフもあり興味深い。
主人公の恋する三人の女性、神南備皇女・華陽公主・母后、とくに華陽公主のモデルについては、印象的な芳香、琴の音、贈答歌などから、定家と親交のあった式子内親王であるという説がある。